# Colin McGinn
Colin McGinn, född 10 mars 1950 i West Hartlepool i England, är en brittisk filosof som för närvarande är verksam vid University of Miami. McGinn har tidigare haft högre lektorstjänster vid Oxford University och Rutgers University. 
McGinn är mest känd för sina arbeten om medvetandefilosofi, men hans verk spänner över hela den moderna filosofins vidd. För allmänheten räknas hans intellektuella självbiografi The Making of a Philosopher: My Journey Through Twentieth-Century Philosophy (2002), som hans huvudverk.

## Biografi
Colin McGinn var den förste i sin släkt som började på universitetet, när han 1968 inskrevs vid Manchester University för att läsa psykologi. Efter examen 1971 med en uppsats om Noam Chomskys teorier, började han studera filosofi, och antogs 1972 till ett postgraduate program vid Oxford University, och antogs senare till filosofie kandidat-programmet där. Strax därpå erhöll han det prestigefyllda John Locke Prize. Han tog examen från Oxford 1974 för P.F. Strawson, med en uppsats om Donald Davidsons semantik.
Samma år fick han tjänst vid University College London. Han tillbringade två terminer 1980 vid University of California, Los Angeles (UCLA) som gästprofessor. Därefter efterträdde han Gareth Evans vid Oxford University, och efter ett kortare uppehåll vid City University of New York (CUNY), erbjöds han en tjänst vid Rutgers University 1988. Han tog erbjudandet, och fick bland andra Jerry Fodor till kollega. McGinn stannade vid Rutgers till 2006, då han blev professor vid University of Miami.

## Filosofi
Fastän McGinn skrivit dussintals artiklar om logik, metafysik, och språkfilosofi, är han mest känd för sina arbeten inom medvetandefilosofi. I sin artikel från 1989, "Can We Solve the Mind-Body Problem?", resonerar McGinn för att det mänskliga medvetandet har en medfödd oförmåga att förstå sig själv, och att denna oförmåga har frambringat de problem med medvetandet som västerländsk filosofi stått inför sedan Descartes. McGinns svar på ”medvetandets hårda problem” (hard problem of consciousness) är alltså att människor inte kan finna svaret själva. Denna ståndpunkt har kommit att kallas nymysterianism. The Mysterious Flame: Conscious Minds in a Material World (2000) är en populärvetenskaplig framställning av McGinns teori. 
McGinn har även skrivit skönlitteratur, The Space Trap (1992).